# Larry Lieber

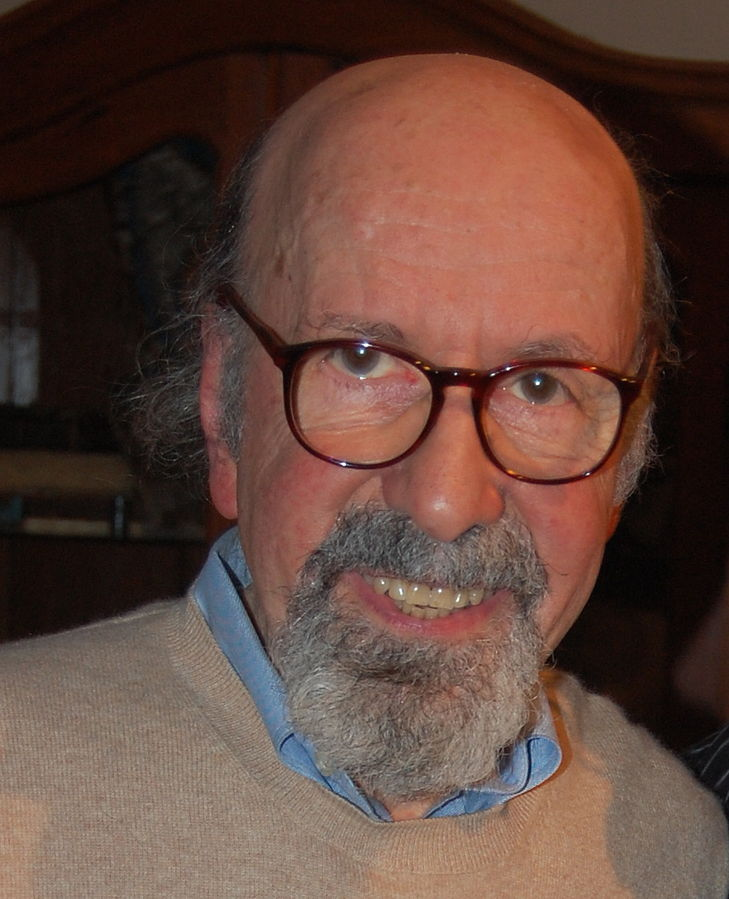
Larry Lieber in 2012

Larry Lieber (New York, 26 oktober 1931) is een Amerikaans stripauteur en de jongere broer van stripauteur Stan Lee.
Lieber is het meest bekend voor zijn rol bij de creatie van Marvel Comics superhelden zoals Iron Man, Thor en Henry Pym. 

## Biografie
Larry Lieber studeerde kunst aan het Pratt Institute in Brooklyn en aan Manhattans Art Students League. Hij zat daarna vier jaar bij de U.S. Air Force.
Begin jaren 60 werkte Lieber mee aan verschillende Marvel Comics verhalen van zijn broer Stan Lee. Lieber was betrokken bij het bedenken van de superhelden Iron Man, Thor en Henry Pym. Lieber schreef ook Western verhalen voor o.a. de stripserie Rawhide Kid.
In 1974 verliet Lieber Marvel om redacteur te worden voor Atlas/Seaboard, de term die stripboekhistorici en verzamelaars geven aan de "Atlas Comics" gepubliceerd door Seaboard Periodicals, om onderscheid te maken met Marvels voorloper. Marvel Comics-oprichter Martin Goodman verkocht het bedrijf in 1968, en vertrok in 1972 om zijn eigen compagnie op te richten, waarmee hij de concurrentie met Marvel en DC Comics aan wilde gaan. Dit werd Atlas/Seabord Comics. Hij huurde Lieber in als redacteur.